# Placogorgia alternata
Placogorgia alternata is een zachte koraalsoort uit de familie Plexauridae. De koraalsoort komt uit het geslacht Placogorgia. Placogorgia alternata werd in 1910 voor het eerst wetenschappelijk beschreven door Nutting. 